# Salèlas d'Aude
Salèlas d'Aude (en francès Sallèles-d'Aude) és un municipi francès situat al departament de l'Aude i a la regió d'Occitània.